# Liste von Flüssen im Steigerwald
Im Folgenden werden Flüsse des Steigerwalds, nach der Länge geordnet, beginnend mit dem längsten. Die Flüsse und Bäche im Steigerwald entwässern entweder ostwärts in die Regnitz oder südwärts in deren Zufluss Aisch oder westwärts in den unteren Main-Zufluss oder westwärts bis nordwärts in den Main auf seinem Abschnitt zwischen der Breitbach-Mündung in Marktbreit bis hinauf zur Regnitz-Mündung in Bamberg. Verlinkte Naturräume liegen außerhalb des Steigerwalds.

## Einzugsgebiete
Mit den Einzugsgebieten von der Regnitz, der Aisch und Main, befinden sich im Steigerwald insgesamt drei große Einzugsgebiete.
| Regnitz - Reiche Ebrach - Allbach - Ebrach - Haslach - Schwarzbach - Rimbach - Debersdorfer Bach - Rauhe Ebrach - Steinbach - Weilersbach - Schulterbach - Mittlere Ebrach - Steinachbach - Aurach | Aisch - Ehebach - Kleine Ehe - Laimbach - Bibart - Gießgraben - Scheine - Buchbach - Kleine Weisach - Oberwinterbach - Steinach - Weisach - Nesselbach - Rempelsbach - Birkach - Tief | Main - Schwarzach - Castellbach - Sambach - Schönbach - Marbach - Altbach - Beibach - Volkach - Weidachbach - Sickersbach - Stöckigsbach - Milscherangerbach - Lochbach - Schulbach |

## Hinweise
- In dieser Liste befinden sich Bäche und Flüsse mit dem Quellgebiet im Steigerwald,
- Gewässer, deren Ursprung bzw. Oberläufe im Steigerwald entspringen,
- Bäche, die durch den Steigerwald fließen, aber in diesem nicht entspringen, wie zum Beispiel die Aisch.
- Gewässer, die zwar durch den Naturpark Steigerwald, aber nicht durch den Steigerwald fließen, wie z. B. der Main oder die Rannach, werden in dieser Liste nicht erwähnt.

## Liste
Die Liste enthält Bäche und Flüsse ab einer Gesamtlänge von über 8 Kilometern.
| Bild | GKZ    | Name                    | Länge in km | EZG in km²  | Natur- räume | Mündung Höhe/Lage [m ü.NHN] | Strang (in km)                                                                              | Quelle Höhe/Lage [m ü.NHN] (Ursprung) |
| ---- | ------ | ----------------------- | ----------- | ----------- | ------------ | --------------------------- | ------------------------------------------------------------------------------------------- | ------------------------------------- |
|      | 2428   | Aisch                   | 84,29       | ca.01006,31 | WIB SW MB    | ca.244                      | → Aisch (84,29)                                                                             | ca.319                                |
|      | 24292  | Reiche Ebrach           | 56,85       | ca. 0296,60 | SW MB        | ca.241                      | → Reiche Ebrach (56,88)                                                                     | ca.460                                |
|      | 24294  | Rauhe Ebrach            | 47,58       | ca. 0324,39 | SW MB        | ca.240                      | → Rauhe Ebrach (47,58)                                                                      | ca.440                                |
|      | 24296  | Aurach                  | 39,82       | ca. 0107,63 | SW MB        | ca.237                      | → Aurach (39,82)                                                                            | ca.386                                |
|      | 24318  | Volkach                 | 30,20       | ca. 0128,44 | SW SV        | ca.191                      | Holzbach (2,78) → Aubach (3,67) → Volkach (23,75)                                           | ca.462                                |
|      | 24282  | Ehebach                 | 30,10       | ca. 0270,95 | SW           | ca.284                      | Bibart (16,70) → Laimbach (5,12) → Ehebach (8,28)                                           | ca.362                                |
|      | 242942 | Mittlere Ebrach         | 29,74       | ca. 0133,95 | SW           | ca.261                      | → Mittlere Ebrach (29,74)                                                                   | ca.440                                |
|      | 2432   | Schwarzach              | 25,03       | ca. 0179,10 | SW SV        | ca.188                      | Sägbrunnengraben (0,70) → Handthaler Bach (4,40) → Schwarzach (19,93)                       | ca.457                                |
|      | 242896 | Kleine Weisach          | 22,50       | ca. 0066,87 | SW           | ca.270                      | Leyerbach (3,10) → Kleine Weisach (19,40)                                                   | ca.421                                |
|      | 242822 | Laimbach                | 21,82       | ca. 0152,16 | SW           | ca.292                      | Bibart (16,70) → Laimbach (5,12)                                                            | ca.374                                |
|      | 24342  | Iff                     | 19,70       | ca. 0044,60 | SW GG SV     | ca.206                      | Hirschgraben (3,47) → Reusch (1,79) → Iffbach (4,04) → Iff (10,40)                          | ca.431                                |
|      | 24322  | Castellbach             | 17,30       | ca. 0081,96 | SW SV        | ca.191                      | Sambach (13,24) → Castellbach (4,06)                                                        | ca.407                                |
|      | 242822 | Bibart                  | 16,70       | ca. 0066,70 | SW           | ca.297                      | → Bibart (16,70)                                                                            | ca.377                                |
|      | 243184 | Weidachbach             | 16,38       | ca. 0033,97 | SW SV        | ca.204                      | Seebach (2,64) → Weidach (7,50) → Weidachbach (6,24)                                        | ca.303                                |
|      | 242924 | Haslach                 | 15,78       | ca. 0055,64 | SW           | ca.300                      | Schwarzbrunnenbach (2,58) → Schwarzbach (4,40) → Freihaslacher Bach (3,62) → Haslach (5,18) | ca.420                                |
|      | 24282? | Scheine                 | 15,70       | ca. 0066,40 | SW           | ca.298                      | Buchbach (6,90) → Scheine (8,80)                                                            | ca.357                                |
|      | 242892 | Steinach                | 15,14       | ca. 0047,73 | SW           | ca.283                      | → Steinach (15,14)                                                                          | ca.375                                |
|      | 243118 | Stöckigsbach (Böhlbach) | 14,65       | ca. 0035,36 | SW SV        | ca.217                      | → Stöckigsbach (14,65)                                                                      | ca.448                                |
|      | 24336  | Sickersbach             | 13,51       | ca. 0031,93 | SW SV        | ca.183                      | Wehrbach (5,67) → Sickersbach (7,84)                                                        | ca.414                                |
|      | 24322  | Sambach                 | 13,24       | ca. 0024,68 | SW SV        | ca.208                      | → Sambach (13,24)                                                                           | ca.407                                |
|      | 242926 | Allbach                 | 11,58       | ca. 0024,79 | SW MB        | ca.273                      | → Allbach (11,58)                                                                           | ca.361                                |
|      | 242894 | Weisach                 | 11,31       | ca. 0024,47 | SW           | ca.276                      | → Weisach (11,58)                                                                           | ca.363                                |
|      | 242924 | Schwarzbach             | 10,68       | ca. 0018,11 | SW           | ca.300                      | Schwarzbrunnenbach (2,58) → Schwarzbach (4,40) → Freihaslacher Bach (3,62)                  | ca.420                                |
|      | 242815 | Tief                    | 10,40       | ca. 0033,60 | SW WIB MB    | ca.299                      | Lochbach (2,81) → Tief (7,59)                                                               | ca.345                                |
|      | 243222 | Schirnbach              | 10,33       | ca. 0022,76 | SW SV        | ca.215                      | Kantersbach (5,81) → Schoßbach (1,11) → Schirnbach (3,41)                                   | ca.377                                |
|      | 243141 | Steinsfelder Mühlbach   | 10,24       | ca. 0025,17 | SW SV        | ca.216                      | Löhrenbach (3,55) → Steinsfelder Mühlbach (6,69)                                            | ca.446                                |
|      | 24294? | Steinachbach            | 09,96       | ca. 0019,61 | SW           | ca.216                      | → Steinachbach (9,96)                                                                       | ca.430                                |
|      | 24294? | Steinbach               | 09,49       | ca. 0021,84 | SW           | ca.304                      | Weilersbach (7,64) → Steinbach (1,85)                                                       | ca.471                                |
|      | 24282? | Nesselbach              | 09,20       | ca. 0019,50 | SW           | ca.293                      | → Nesselbach (9,20)                                                                         | ca.358                                |
|      | 24292? | Rimbach                 | 09,01       | ca. 0022,56 | SW           | ca.300                      | Appenbach (5,47) → Rimbach (3,54)                                                           | ca.427                                |
|      | 242928 | Stöckleinsbach          | 08,86       | ca. 0019,65 | SW MB        | ca.265                      | Fischgallgraben (5,80) → Stöckleinsbach (3,06)                                              | ca.341                                |
|      | 243216 | Schönbach               | 08,53       | ca. 0016,42 | SW SV        | ca.223                      | → Schönbach (8,53)                                                                          | ca.414                                |
|      | 24282? | Kleine Ehe              | 08,10       | ca. 0034,30 | SW           | ca.309                      | Bauholzgraben (1,10) → Biegenbach (2,10) → Kleine Ehe (4,90)                                | ca.394                                |

## Weitere Flüsse
| - Altbach - Appenbach - Beibach - Breitbach - Buchbach - Debersdorfer Bach - Ebrach - Engelsbach - Fasanenbach - Freihaslacher Bach - Gießgraben | - Harbach - Hußbach - Haselbach - Irrbach - Kaltbach - Kirchbach - Kümmelbach - Lochbach - Löhrenbach - Marbach - Moorseebach | - Oesbach - Rempelsbach - Rüblingsbach - Sambach - Schulterbach - Schweißbach - Sechselbach - Seehausbach - Weilersbach - Thüngbach - Tiefenbach |